# Giacomo Casanova
Giacomo Girolamo Casanova (Venecia, 2 de abril de 1725-Dux, actual Duchcov, Bohemia, 4 de junio de 1798) fue un aventurero, libertino, historiador, escritor, diplomático, jurista, violinista, filósofo, matemático, bibliotecario y agente secreto italiano, hermano de los pintores Giovanni Battista Casanova (1730-1795) y Francesco Casanova (1727-1802).
Se le conoce sobre todo como arquetipo del libertino seductor, del que se han contado 132 conquistas amorosas. Su obra principal fue una vasta autobiografía, la Histoire de ma vie, conocida también como Memorias de Casanova, escrita en francés porque entonces era el idioma más conocido y hablado en Europa, como acontece en el siglo XX con el inglés. El propio Casanova lo indica en el prefacio de la misma:

J'ai écrit en français, et non pas en italien parce que la langue française est plus répandue que la mienne.
He escrito en francés y no en italiano porque la lengua francesa está más extendida que la mía.

En efecto, escribió en francés sus obras mayores y más ambiciosas, mientras que para las que juzgaba menores empleó en cambio el italiano, de la misma manera que otro veneciano célebre y contemporáneo, el comediógrafo Carlo Goldoni, que escogió escribir también su autobiografía en francés.
La autobiografía de Casanova, aparte de su intrínseco valor literario, posee un importante valor documental para la historia de las costumbres y en ese sentido es acaso una de las obras literarias más importantes para conocer la vida cotidiana del siglo XVIII, aunque en virtud del mundo frecuentado por el autor se refiere de modo primordial a las clases dominantes de la época: nobleza y burguesía. Empero esto no es en modo alguno un obstáculo para mantener vivo el interés en cuanto a los personajes menos encumbrados de su entorno: todos son representados de manera vivísima, porque Casanova describe con igual interés lo alto que lo bajo. Sea como fuere, entre cortes y salones Casanova fue el notario cotidiano —casi sin darse cuenta— de unos momentos cruciales de la transición entre el Antiguo Régimen y el Mundo moderno en la historia de Occidente. Se halló entre los personajes más destacados de su tiempo y dejó reseña de tales encuentros. Son así dignas de mención las páginas que tratan de Rousseau, de Voltaire, de Madame de Pompadour, de Mozart, de Catalina II de Rusia y de Federico II de Prusia, entre otros afamados personajes.
Casanova no alcanzó a vislumbrar el espíritu de renovación que se avecinaba y permaneció como anclado hasta su muerte al Antiguo régimen, intentando adherirse a un estamento social nobiliario del cual, por su nacimiento, estaba excluido, aun cuando siempre buscó, incluso con desesperación, formar parte de él por más que la nobleza caminase irremediablemente a su ocaso.

## Biografía
La larga, intensa, variada y ajetreada vida de Casanova es francamente irresumible; él mismo lo intentó en cuatro mil quinientas páginas de manuscrito y aun así lo dejó incompleto, deteniéndose en el 14 de septiembre de 1774. Ahora es difícil averiguar cuánto hubo en su autobiografía de ficticio, real o tergiversado, pero es indudable y se ha comprobado que la parte realmente sustancial de lo que cuenta aconteció realmente. Fue hijo de comediantes; su madre fue Zaretta Farussi, una actriz que viajaba por toda Europa con sus espectáculos; su padre, Gaetano Casanova, de antigua ascendencia aragonesa, falleció cuando Giacomo tenía ocho años, fecha en la que hace comenzar su Historia de mi vida, aunque al parecer lo más probable es que fuese un hijo adulterino del poderoso patricio veneciano Michele Grimani, quien habría velado siempre desde la sombra por atenuar la dureza de las leyes venecianas contra su vástago. Sus padres tenían cuatro hijos más y, como no deseaban que ninguno de ellos fuera actor, al apercibir el despejo y habilidad intelectual de Giacomo, lo destinaron a la carrera eclesiástica, para la cual le enviaron a un internado y le hicieron recibir instrucción del abate Gozzi. Con él hizo progresos en latín y cuatro años después hizo un par de tesis, una sobre derecho civil y otra sobre canónico, lo que le motivó a incluir en adelante entre sus irregulares títulos también el de licenciado In utroque jure (esto es, en ambos derechos), algo que aún hoy se tiene por controvertido, y aprendió filosofía y ciencia del senador veneciano Malipiero, pero su relación se esfumó cuando Casanova tuvo un lío con la favorita del senador, una cantante llamada Teresa Cornelys. Y este y otros escándalos motivaron su expulsión del seminario. En su Historia afirma además que su orfandad le hizo ser adoptado por una familia noble, algo que a fin de cuentas le resultó útil para abrirse las puertas de los altos salones.

### Las grandes aventuras

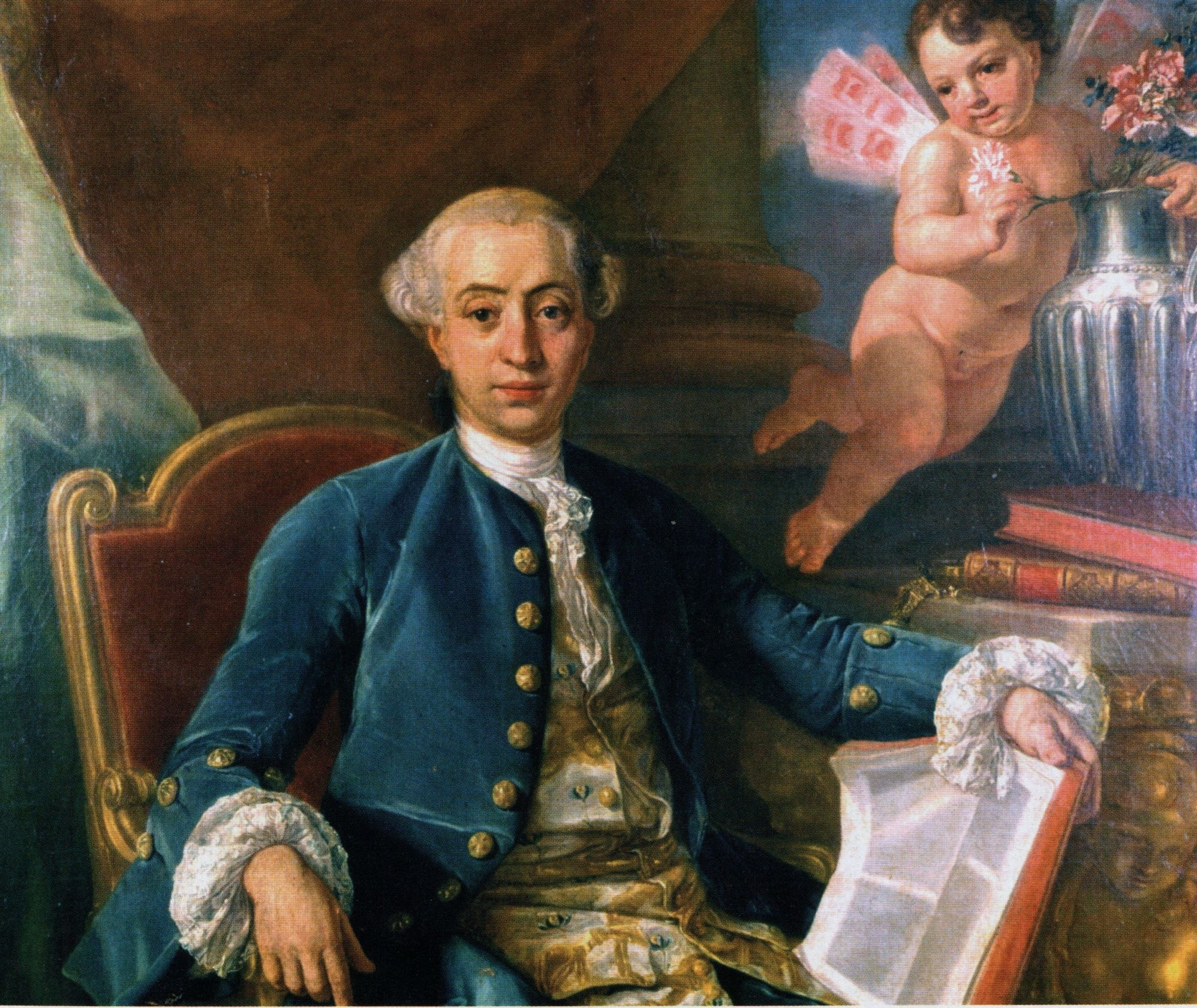
Retrato de Giacomo Casanova (1760), por Anton Raphael Mengs.

Con 21 años su madre lo envió a Roma para que entrase al servicio del cardenal Acquaviva, embajador de España ante la Santa Sede; pero eso no le impidió continuar sus escarceos amorosos, algo que sería perdonable de no ser por su imprudencia (ocultó en el palazzo de la Plaza de España, residencia oficial del cardenal, a una chica escapada de su casa); de nuevo es expulsado y a partir de este hecho empiezan sus grandes viajes, vagabundeos y aventuras, nomadeando por toda Europa. En esta primera etapa pasa por Corfú y Constantinopla, para luego volver a Venecia y hacerse soldado y violinista, aunque se cansó pronto de este oficio. Sus affaires son continuos allá por donde va.
Su inteligencia y amplios conocimientos le hicieron pasar por médico ante un patricio veneciano (Matteo Bragadin). Casanova logró curarlo de un reciente infarto y consiguió que le entregara una gran suma de dinero, que aprovechó para iniciarse en la magia y la cábala, materias por las que siempre mantuvo curiosidad, a pesar de no creer un ápice en las mismas y ser como siempre fue un descreído libertino. Pero llegó a los oídos de la Inquisición que poseía libros prohibidos y se vio obligado a huir de Venecia. Llegado a Ancona en febrero de 1744, y constreñido a pasar la cuarentena en el lazareto, tuvo allí una relación con una esclava griega y luego vivió una de sus más extrañas aventuras al enamorarse (hasta el punto en que se podía enamorar un libertino) de un eunuco o castrato, Bellino, convencido de que se trataba en realidad de una mujer, algo que en efecto resultó ser, pues era una muchacha, Teresa, que había fingido serlo para sobrevivir huérfana como cantante en el teatro de la Iglesia, donde estaba prohibida la actuación de mujeres. Entre 1749 y 1752, recorrió Milán, Cremona, Cesena, Parma, de nuevo Milán, Génova, Lyon, París y Dresde. En esta época se hizo pasar por financiero, diplomático, ocultista, publicista y a fin de cuentas charlatán, frecuentando las mesas de juego e ingresando en la Masonería francesa;  entre otras mujeres, conoció a Henriette, con la que llegó a estar nueve meses relacionado, algo desacostumbrado en él, pero de la que se separó, aunque ella siempre lo tuvo presente y en varias ocasiones mandó que lo cuidaran cuando estaba enfermo.
En 1753 vuelve a Venecia y en 1755 es arrestado y encarcelado en los Piombi, o prisión de los 'Plomos' por impiedad y prácticas mágicas y esotéricas. Un año después se escapó increíblemente, acompañado de un monje que conoció en prisión. Su largo exilio durará 18 años. Primero marchó a París, donde se codeó con Luis XV, Madame de Pompadour y su corte. Tuvo gran confianza por parte de los reyes y se le atribuye la invención de la lotería estatal francesa en 1757, involucrando en ella a gran número de celebridades y personas notables, además de realizar diversas misiones secretas y visitar a Voltaire, con quien no llegó a cuajar una amistad por diferencias esenciales de pensamiento político. Por supuesto, intentó desacreditar a un personaje muy semejante a él, el ocultista y aventurero Conde de Saint Germain. Por doquiera pasaba despertaba la curiosidad. Sin embargo, no desaparecían sus chanchullos. Cometió un fraude en un negocio textil y falsificó letras de cambio. De nuevo huye y vagabundea por Europa; el motivo de tantos cambios de residencia suele ser siempre el mismo: unas cartas que denuncian sus actividades y motivan su proceso de expulsión por las autoridades, a lo que él se anticipa siempre inteligentemente, antes de que se le cierren las puertas.
Casanova narra sus aventuras con un tono de aparente ligereza y cinismo, siempre con inusitado humor, desvergüenza y desfachatez; se inventó un alter ego con título nobiliario y pasó a llamarse Chevalier de Seingalt. Poco después apareció por Zúrich donde se enclaustra en una abadía; en Roma recibe una condecoración del papa Clemente XIII; deja embelesado a Federico II el Grande de Prusia, quien llegó a ofrecerle, escribió, el mando de los cadetes de su ejército, conoce a Catalina la Grande en San Petersburgo y, cuando va a Polonia, elabora una historia acerca de la violencia política en ese país; estuvo también en Inglaterra y pasó a España con la esperanza de obtener un puesto en la administración de Carlos III; en Madrid critica la Repoblación de Sierra Morena hecha por Pablo de Olavide con colonos suizos y alemanes, se molesta por el clericalismo desaforado del país y en Barcelona es arrestado en la cárcel durante 42 días por un affaire con la esposa del capitán general del ejército (1768). En fin, pasa de la conversación con Voltaire y Rousseau a los tratos con rufianes y prostitutas, y de la amistad del general Aleksandr Suvórov y la de otro gran aventurero y ocultista, el conde Alessandro di Cagliostro (contra el que escribirá más tarde el Soliloquio de un pensador, 1786) a las riñas tabernarias.
Deambula ahora por Italia, en donde tiene más escarceos amorosos, y visita por segunda vez a su hija Leonilda en Nápoles. Ella está casada con un noble masón por el cual Casanova tiene gran simpatía, ya que él también era masón. Como el noble no puede darle un hijo a su esposa ya que está gravemente afectado por la gota, le pide a Casanova que se acueste con ella (sin saber que es el padre). Así pasan unas semanas en la casa de campo del noble en donde tiene affaires con una de las doncellas con el propósito de disimular sus movimientos en la casa, con Leonilda y con Lucrezia (la madre de su hija y suegra del noble).[cita requerida]
En 1771 se decanta por escribir una obra llamada Lana caprina, que cuenta las divagaciones de dos profesores universitarios sobre si la capacidad de razonamiento de las mujeres está afectada por el útero, y en 1775 empieza a traducir en octavas reales la Ilíada de Homero, trabajo que interrumpió en 1778 en el canto XVII. En 1776 fallece su madre en Dresde. Para poder volver de nuevo a su Venecia natal le piden cumplir una misión diplomática a favor de la ciudad y apoya su pretensión escribiendo además una refutación de la Histoire du gouvernement de Venice de Amelot de la Houssaye para ganarse al dogo y al fin consienten en perdonarle la fuga de años antes a cambio de actuar como espía para la Inquisición; regresa pues en 1774, aunque no delata a nadie y sus informes son deliberadamente elípticos; en 1779 publica su Scrutinio del libro Egloges de M. Voltaire par differents autours; tiene entonces lugar su célebre duelo con el príncipe polaco Braniski tras ser insultado por este en los camerinos de un teatro andando por medio dos bailarinas; lo narra en su obra El duelo, escrita en italiano en 1780; en ese mismo año inicia su vida marital con la costurera Francesca Buschini e inicia la publicación de sus Opuscoli miscellanei; además prueba fortuna como empresario teatral y publica la revista Le Messager de Thalie. En 1781 los inquisidores prescinden de sus servicios, aunque lo contratan para asuntos puntuales. Sin embargo, otra vez es expulsado por vengarse de una acusación por deudas de un noble llamado Carlo Grimani al publicar contra él un libelo en 1782 (Nè amore, nè donne ovvero la Stalla ripulita) en donde decía que este era hijo ilegítimo, y de nuevo marcha al exilio en 1783 hacia Trieste.

### Últimos años
Otra vez comienza un tour de viajes partiendo de Viena y pasando por Bolzano, Augsburgo, Aquisgrán, Maguncia, Fráncfort, Spa, París y de nuevo Viena, donde trabaja un tiempo como secretario del embajador Sebastiano Foscarini; el 20 de septiembre mantiene una reunión en París con Benjamín Franklin; marcha después a Dresde, Berlín y Praga; allí publica en 1786 su Soliloque d'un penseur contra el conde de Saint Germain y Cagliostro, a los que considera impostores; también publica allí en 1788 en francés su Icosameron ou histoire d'Edouard, et d'Elisabeth qui passèrent quatre vingts ans chez les Mégramicres habitante aborigènes du Protocosme dans l'interieur de notre globe, una ambiciosa novela filosófico-fantástica que no es bien acogida y su Histoire de ma fuite des prisons de la Republique de Venise qu'on apelle Les Plombs (1788), que sí alcanza un gran éxito; allí se encuentra con Lorenzo da Ponte y con Wolfgang Amadeus Mozart cuando estaban escribiendo la ópera Don Giovanni. Se dice que esta ópera está inspirada un poco en los romances e historias que contó al compositor y su libretista cuando se volvió a encontrar con él una vez más en Viena. En 1785 se había hecho amigo del conde de Waldstein, miembro de la masonería, algo que comparte con Casanova, y este conde le ofrece a Casanova hacerse cargo de la biblioteca del castillo de Duchcov, entonces llamado Dux, en Bohemia; este acepta, y este será su último trabajo. Compone un ensayo sobre la novela Pablo y Virginia de Bernardin de Saint Pierre y publica algunos de sus trabajos matemáticos: Solution du problème deliaque, Corollaire a la duplication de l'hexaèdre y Demostration géometrique de la duplication du cube. En 1795 fallece uno de sus hermanos pintores, Giambattista, director de la Academia de pintura de Dresde, y se entrevista con Goethe en Weimar ese mismo año. No llega a ser feliz en Bohemia y comienza a escribir sus memorias como terapia contra su tristeza. No llegó a terminarlas, ya que murió el 4 de junio de 1798 con 73 años, quedándole 27 años de aventuras amorosas y demás avatares por narrar. Dejó escrito en el prólogo de sus memorias: «Comienzo declarando al lector que, en todo cuanto he hecho en el curso de mi vida, bueno o malo, estoy seguro de haber merecido elogios y censuras, y que, por tanto, debo creerme libre» y que «entre los tormentos del Infierno, ningún sacerdote ha mencionado jamás el aburrimiento».
El príncipe Carlos José de Ligne, que lo conoció, es autor del extenso retrato que sigue, aparecido bajo el título de "Aventuros" en sus Mémoires et mélanges historiques et littéraires (Paris, 1828, t. IV, p. 291).

Si no fuera feo habría sido un hombre bien hermoso; es grande, como un Hércules, pero su tez es africana; los ojos son vivaces, llenos de ingenio, es cierto, pero siempre anuncian susceptibilidad, inquietud o resentimiento y eso lo hace parecer un poco feroz, más pronto al enojo que a la alegría. Se ríe poco, pero hace reír a la gente. Tiene una forma de hablar que es como la de un arlequín desequilibrado o Fígaro, lo que lo hace muy agradable. Son estas las cosas que dice saber no sabe: las reglas de la danza, las del idioma francés, el gusto, el uso del mundo y las buenas costumbres. Son sus obras filosóficas aquellas en las que no hay filosofía; todas las demás rebosan de ella; siempre hay alguna novedad, algo picante y algo profundo. Es un pozo de ciencia; pero cita tan a menudo a Homero y Horacio que repugna. La destreza de su mente y sus salidas son un extracto de sal ática. Es sensible y agradecido; sin embargo, no le importa, a lo poco que se desagrade, ser mezquino, gruñón y detestable: un millón que le diéramos no pagaría una pequeña broma que le hicimos. Su estilo se asemeja al de los prefacios antiguos: es largo, difuso y pesado; con todo, si tiene que contar algo, como sus aventuras, le pone tanta originalidad e ingenuidad, y tal especie de gracia dramática para ponerlo todo en acción, que no podríamos admirarlo más; y eso, sin conocerlo, es superior al Gil Blas y al Diablo Cojuelo. No cree en nada, salvo lo menos creíble: es supersticioso en todo tipo de cosas. Afortunadamente, tiene honor y delicadeza, porque con su frase "A Dios lo tengo prometido", o, si no, "Dios lo quiere", no hay nada en el mundo que no haya podido hacer. Él ama, lo codicia todo y, tras haberlo tenido todo, sabe prescindir de todo. En especial, mujeres y niñas andan por su cabeza; pero no pueden dejarla para que vaya a otras partes. Esto lo enoja; lo enoja contra el bello sexo, contra sí mismo, contra el cielo, contra la naturaleza y, especialmente, contra el año 1725. Se venga de todo esto digiriendo cuanto sea comestible y bebible; ya no puede ser un dios de los jardines, un sátiro de los bosques; es un lobo en la mesa y no hace nada; comienza alegremente y termina triste, lamentando no poder empezar otra vez. Si a veces se aprovechaba de su superioridad sobre unos pocos animales, hombres y mujeres para hacer fortuna, era para hacer felices a quienes lo rodeaban. En medio de los mayores desórdenes de la juventud más tormentosa y de la carrera más aventurera (y, a veces, un poco ambigua), mostró delicadeza, honor y coraje. Está orgulloso de no ser nada. Si hubiera sido rentista, financiero o gran señor, tal vez hubiera sido fácil vivir con él; pero que no se le moleste y sobre todo que nadie se burle de él, sino que se le lea o se le escuche, porque su autoestima todavía está bajo palio. Nunca le digas que sabes la historia que te va a contar: lo estás escuchando por primera vez. No dejes de inclinarte ante él, porque cualquier futesa te convertirá en su enemigo. Su prodigiosa imaginación, la vivacidad de sus descripciones, sus viajes, todas las ocupaciones que ha tenido, su firmeza ante la falta de todo bien moral y físico lo convierten en un hombre raro, precioso de conocer, digno incluso de consideración y de mucha amistad para los pocos que obtienen su favor.

## Valor literario y fortuna de la obra de Casanova

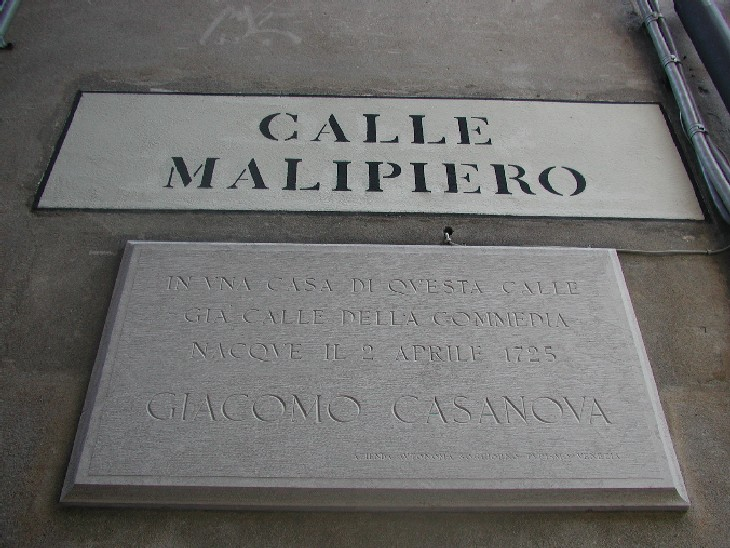
Placa conmemorativa en Venecia.

Se ha discutido en abundancia sobre el valor literario y la exactitud histórica de la obra de Giacomo Casanova, pero hay que distinguir entre su autobiografía y el resto de su producción literaria, pues, pese a sus esfuerzos personales por acreditarse como literato, historiador, filósofo e incluso matemático, no obtuvo en vida ni ulteriormente ningún reconocimiento ni éxito señalado en su obra no autobiográfica, compuesta por opúsculos ocasionales sin importancia ni relevancia alguna o para obtener algún beneficio. Por ejemplo, su recusación de la obra de Amelot de la Houssaye, redactada en gran parte durante su detención en Barcelona en 1768, tenía el único propósito de congraciarse con el gobierno veneciano para lograr su indulto. Otras obras fueron escritas con la esperanza de obtener prebendas de Catalina II de Rusia o de Federico II de Prusia. Y aunque pensaba lograr el éxito literario con su novela Icosameron, este fruto de su fantasía pasó sin pena ni gloria. Solo obtuvo un éxito editorial en vida con su Storia della mia fuga dai Piombi, obra de difusión inmediata y muy reimpresa en italiano o francés. Pero todo parece indicar que Casanova no adjudicó gran valor a sus textos autobiográficos y continuaba persiguiendo de continuo una acogida como autor que soslayara esa faceta autobiográfica; pero este éxito jamás lo alcanzó.
Estos aspectos que vamos señalando fueron agudamente observados por un autor contemporáneo, su amigo el príncipe Charles-Joseph de Ligne, quien escribió que la fascinación de Casanova estaba toda ella en sus relatos autobiográficos, fueran verbales o escritos. O sea, las vivas narraciones de salón de sus aventuras que solo póstumamente terminaron en la imprenta. Era brillante y encantador cuando narraba aventuras de su vida, según De Ligne, pero terriblemente aburrido, negativamente prolijo y demasiado meticuloso cuando hablaba o escribía incursionando en otras materias.
La gran obra, la «verdadera» obra de Casanova, la Histoire..., en la que había trasegado o infundido todo de sí mismo, fue escrita en los últimos años de su vida y quedó inconclusa porque la vida no le dio tiempo para acabarla. Fuera de que esta obra, en su plasmación original (4500 cuartillas autógrafas, doce volúmenes de apretado texto sin anotar) era prácticamente impublicable no solo cuantitativamente, sino cualitativamente por lo mucho inconveniente que los modos y maneras de la época debían censurar, aparte de sus alusiones no siempre piadosas a cientos de personajes vivos muy conocidos. Sin embargo, el manuscrito fue adquirido por Heinrich Brockhaus en 1820 a Carlo Angiolini, sobrino-nieto de Casanova, y publicado entre 1826 y 1838 en versión notablemente podada y retocada incluso en su estilo (el francés de Casanova no era muy académico y estaba plagado de italianismos). El autor de esta refundición fue Jean Laforgue, quien no tuvo empacho en purgar de inconveniencias los contenidos suprimiendo todos los pasajes «audaces», sino que incluso se atrevió a variar la ideología y el estilo del autor.
En el plano político-ideológico, el contenido fue distorsionado. Jamás dejó Casanova de ser un conservador de acuerdo con las clases dominantes, pero poco faltó para que sus interesados retoques volvieran al veneciano un jacobino adversario de las oligarquías históricamente poseedoras de todo el poder político y social, ya que, aunque Casanova fue rebelde y transgresor, no puede decirse de él que no fuera un sostenedor del Antiguo Régimen, como demuestra con total claridad todo su epistolario, algunas obras específicas y su misma Histoire.
Para la edición definitiva de las memorias se debió aguardar hasta que la casa Brockhaus decidiera publicar, junto al editor Plon de París (desde 1960 a 1962), el texto original sin enmiendas, bajo el respetuoso cuidado de Angelika Hübscher.
Casanova debe ser considerado sin dudas como el primer escritor costumbrista moderno. No se encuentra en él ningún temor de revelar situaciones, inclinaciones, actividades, tramas y sobre todo, confesiones, que eran, para la época e incluso para siglos posteriores, absolutamente no referibles; su falta de pudor le hizo un observador sagaz y penetrante de la naturaleza humana en detalles que otros pasaron por alto. Naturalmente, el primer problema fue el de haber citado personajes de primer plano en circunstancias muy cercanas a sus propias acciones. Las memorias están así abarrotadas hasta lo inverosímil de los actores principales de la historia europea del siglo XVIII. Sea en lo atinente al plano político o cultural. Todas estas circunstancias no dejan de estar vinculadas a lo que hoy no es tan importante: la «inmoralidad» de la obra casanoviana.
Esto último debe entenderse como controversia con las costumbres, los formalismos y la hipocresía de ese siglo y del siglo siguiente, todavía más fóbico que el precedente. Casanova ha sido en alguna manera un adelantado en los tiempos y de este modo resultó ser un hombre en la avanzadilla de su época, aunque solo en esas cuestiones.
Es imposible enumerar en la literatura moderna todas las referencias de una figura que ha resultado arquetípica. A este respecto se debe citar a los «casanovistas», una serie de investigadores que se han ocupado más o menos profesionalmente de la vida y la obra de Casanova. A esta gran legión de estudiosos se deben infinitas identificaciones de personajes, revisiones múltiples y el hallazgo de una gran masa documental. Aunque parezca increíble, gran parte de la obra casanoviana permanece aún inédita. La grafomanía de Casanova fue proverbial. Su vida, a partir de cierta etapa, devino la de un hombre que se consagró a la escritura con tanto ardor como a la vida.

## Fragmentos deHistoria de mi vida
Mi madre me trajo al mundo el 2 de abril de 1725, en Venecia. Hasta mi noveno año fui estúpido. Pero tras una hemorragia, de tres meses, me mandaron a Padua, donde me curaron, recibí educación y vestí el traje de abate para probar suerte en Roma. En esta ciudad, la hija de mi profesor de francés fue la causa de que mi protector y empleador, el cardenal Acquaviva, me despidiese. Con dieciocho años entré al servicio de mi patria [Venecia] y llegué a Constantinopla. Volví al cabo de dos años y me dediqué al degradante oficio de violinista... pero esta ocupación no duró mucho, pues uno de los principales nobles venecianos me adoptó como hijo. Así, viajé por Francia, Alemania, fui a Viena...

Un día en que su doncella le cortaba a la señora F. las puntas de sus largos cabellos en mi presencia, me distraía recogiendo los pequeños y bonitos mechones y los iba colocando sobre el tocador, excepto un mechoncito que me metí en el bolsillo, pensando que no se daría cuenta. Pero, en cuanto estuvimos solos, me dijo con dulzura pero un poco seria que le devolviese aquel rizo que había recogido. Me pareció que me trataba con un rigor tan cruel como injusto, pero obedecí y con aire desdeñoso arrojé el rizo sobre el tocador.

— Caballero, estáis faltándome.
— No, señora. No os costaba nada fingir que no advertíais este inocente robo.
— No me gusta fingir.
— ¿Tanto os molesta un robo tan pueril?
— No es eso. Pero ese robo demuestra unos sentimientos hacia mí que a vos, que sois hombre de confianza de mi marido, no os está permitido alimentar.

Me encerré en mi cuarto, me desvestí y me eché en la cama. Me fingí enfermo. Por la tarde fue a verme y me dejó un paquetito al darme la mano. Cuando lo abrí, a solas, descubrí que había querido reparar su avaricia regalándome unos mechones larguísimos. Con ellos me hice un cordón muy fino, en uno de cuyos extremos hice poner un lazo negro, para poder estrangularme si alguna vez el amor me llevaba a la desesperación. El resto lo corté con unas tijeras, lo reduje a un polvo muy fino y le encargué a un confitero que en mi presencia lo mezclase con una pasta de ámbar, azúcar, vainilla, cabello de ángel, alquermes y estoraque. Aguardé a que las grageas estuvieran dispuestas antes de irme. Las guardé en una preciosa bombonera de cristal de roca, y cuando la señora F. me preguntó su composición le dije que tenían algo que me obligaba a amarla.

## Historia del manuscrito

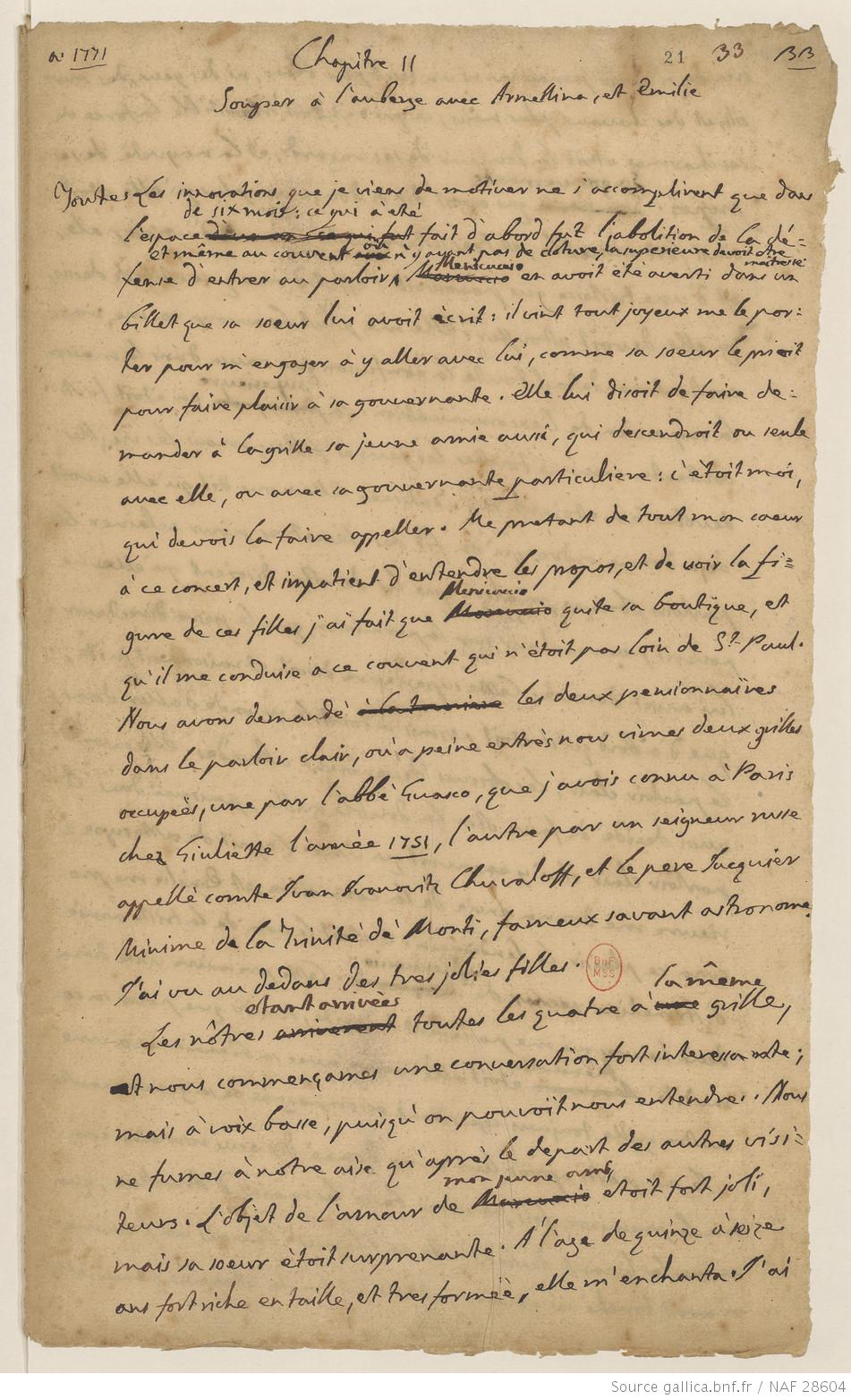
Primera página del capítulo II, vol. X (más tarde publicado como vol. XII) del manuscrito de Giacomo Casanova Histoire de ma vie.

En 1794, Casanova conoció a Charles Joseph, Príncipe de Ligne. Entre ambos se estableció una gran amistad. El príncipe expresó su deseo de leer las memorias de Casanova, y él decidió pulir el manuscrito antes de enviárselo al príncipe. Después de haber leído como mínimo los tres primeros volúmenes del manuscrito, Charles Joseph sugirió que se mostraran las memorias a un editor de Dresde para publicarlas a cambio de una renta anual. Se convenció a Casanova para publicar el manuscrito, pero escogió otro camino. En 1797, pidió a Marcolini Di Fano, ministro en el Gabinete de la Corte de Sajonia, que le ayudara con la publicación.
En mayo de 1798, Casanova estaba solo en Duchcov. Previó su muerte y pidió a los miembros de su familia que en aquel entonces residían en Dresde que fueran y le apoyaran en sus últimos momentos. Carlo Angiolini, el marido de la sobrina de Casanova, viajó sin demora desde Dresde hasta Dux y tras la muerte de Casanova regresó a Dresde con el manuscrito. El mismo Carlo murió en 1808, y el manuscrito pasó a su hija Camilla. A causa de las Guerras Napoleónicas, el clima no era favorable para publicar las memorias de un personaje que pertenecía a una época pasada. Pero después de la Batalla de Leipzig (1813), Marcolini recordó el manuscrito y ofreció 2500 táleros al tutor de Camilla, quien rechazó la oferta por ser demasiado baja.
Pasados unos años, la recesión comprometió la seguridad económica de la familia de Camilla y esta pidió a su hermano Carlo que vendiera rápidamente el manuscrito. Y en 1821 lo compró el editor Friedrich Arnold Brockhaus. Brockhaus pidió a Wilhelm von Schütz que tradujera el libro al alemán. Algunos extractos de su versión y el primer volumen fueron publicados rápidamente, en 1822. Pero la colaboración entre Brockhaus y Schütz cesó en 1824, después de la publicación del quinto volumen, de forma que los demás volúmenes fueron traducidos por un desconocido.
Tras el éxito de la edición en alemán, el editor francés Tournachon decidió publicar una en Francia. Tournachon no tenía acceso alguno al manuscrito original, así que el texto en francés de su edición fue una retraducción de la versión alemana. Además, el texto francés resultante fue duramente censurado. En respuesta a este acto de piratería editorial, Brockhaus publicó una segunda edición en francés, corregida por Jean Laforgue (1782-1852), que no era muy fiable, pues este alteró las ideas religiosas y políticas de Casanova, censuró las referencias sexuales, reescribió partes del texto dándoles un sabor prerromántico y suprimió los numerosos italianismos. Estos volúmenes se imprimieron desde 1826 a 1838 y también constituyeron un éxito editorial; sin embargo, se preparó otra edición francesa pirata con otra traducción desde la edición alemana. Según se dice, puesto que la edición alemana aún no estaba publicada en su totalidad, esta edición contiene pasajes inventados por el traductor.
Desde 1838 hasta 1960, todas las ediciones de las memorias se fundaron en el texto de cualquiera de estas precedentes, no en el del manuscrito original. Y Arthur Machen usó una de estas versiones inexactas para su traducción al inglés, publicada en 1894, que permaneció como la edición estándar inglesa por muchos años.
El manuscrito original fue almacenado en la oficina central del editor en Leipzig hasta junio de 1945, en que se trasladó a la nueva oficina central en Wiesbaden justo antes de que Leipzig fuera duramente bombardeado. En 1960, una colaboración entre Brockhaus y el editor francés Plon condujo hasta la primera edición rigurosa desde el manuscrito original por parte de la editorial Brockhaus conjuntamente con la francesa Plon. Esta edición completa y original de Brockhaus-Plon se tradujo al inglés, alemán, italiano y polaco, y en 2009 al español por la editorial Atalanta, en una hermosa traducción anotada de Mauro Armiño, que recibió el premio nacional de traducción, provista de un prólogo de Félix de Azúa, además de una cronología, bibliografía e índice onomástico, en dos vols. y unas tres mil quinientas páginas.
En 2010 la Biblioteca Nacional de Francia adquirió por siete millones de euros el manuscrito original.

## Obras

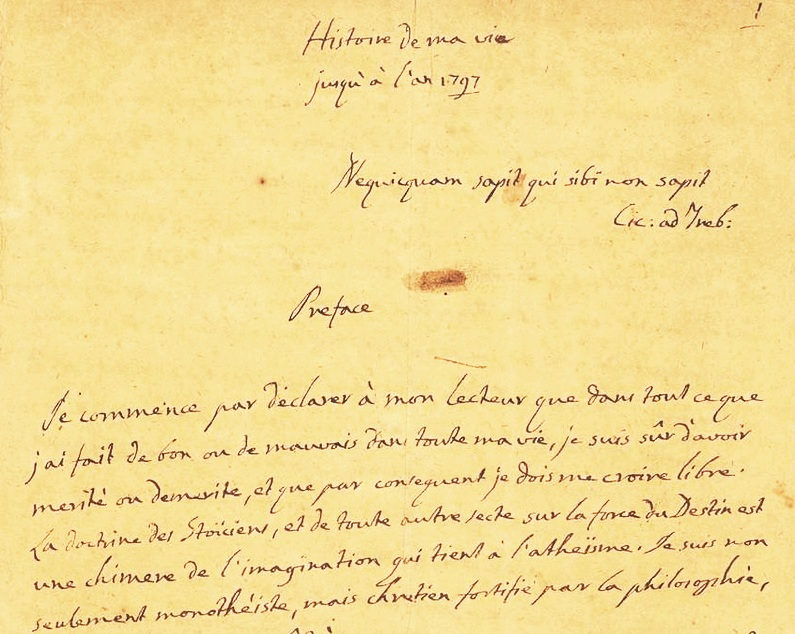
Primera página del manuscrito original de Giacomo Casanova Histoire de ma vie, 1797.

Aunque en sus Memorias únicamente menciona La Refutación a la «Historia del gobierno veneciano» de Amelot de Houssaie (1769), Casanova escribió cuarenta y tres obras entre novelas, libelos, poesías, epistolarios y memorias. Algunas alcanzaron más de quince ediciones, otras han sido olvidadas quizá justificadamente.
- El Epistolario comprende centenares de cartas dirigidas a gobernantes, cardenales, abates, profesores, militares, actrices, viejas amigas. Los temas son variados, amor, economía, política, diplomacia, literatura; la primera data de la fuga de los Plomos (1765) y la última es de tres días antes de su muerte. En ellas, no sólo habla de todo, sino que arremete contra el mundo: condena, absuelve, polemiza.
- La Refutación a la «Historia del gobierno veneciano» de Amelot de Houssaie (1769), estas ochocientas páginas fueron redactadas para obtener el apoyo del gobierno veneciano. Sin duda es una obra tendenciosa donde Casanova ataca los supuestos excesos de los racionalistas que combatían los abusos de autoridad de la Serenísima veneciana; insiste en que escribe por amor a la verdad y a la patria.
- La Historia de las turbulencias de Polonia (1772), donde no puede ocultar sus falencias como historiador.
- La Epístola de un licántropo (1773), uno de sus mejores trabajos, muestra a un Casanova feminista que se burla de aquellos que menoscaban la condición de la mujer y que subordinan la voluntad femenina a mecanismos fisiológicos, y lo hace con buena escritura y mucho ingenio.
- El Soliloquio de un pensador (1786), escrito en francés como las Memorias, en el castillo de Dux; en sus páginas lanza un violento ataque contra la magia, los magos en general y contra Cagliostro, en particular.
- Ikosameron (1787), una novela del género fantástico, larguísimo mamotreto que relata la historia de dos hermanos en donde hay de todo: historia, geografía, química, matemática, teología, hidráulica. El Ikosameron recuerda sin duda al Micromegas de Voltaire y Los viajes de Gulliver de Swift.
- Reflexiones sobre la Revolución francesa (1793–1794), donde describe los acontecimientos de 1789 y de los años posteriores, desde la caída de la Bastilla a la de la monarquía capeta. En ellas señala que el 14 de julio implica una suerte de fin del mundo; sin duda fue el fin de su mundo, de la vieja sociedad en la que él estuvo perfectamente integrado. Es una obra antirrevolucionaria, tendenciosa y parcialmente informativa.
- Historia de mi vida (1725–1786), lo mejor de Casanova está en lo citado y en la más célebre de todas sus obras.

## Casanova en la cultura popular
- En 1976, Federico Fellini dirigió Il Casanova di Fellini, donde Donald Sutherland interpreta el papel de Casanova.
- En 1982, Ettore Scola incluyó a Casanova en su fantasía La Nuit de Varennes, donde Marcello Mastroianni interpreta al veneciano.
- En 2005, el célebre seductor se materializó en la película homónima, dirigida por Lasse Hallström y protagonizada por Heath Ledger.
- En 2005 se transmitió en BBC Three el telefilme en dos partes Casanova, que abarca toda la vida del seductor. El protagonista es interpretado por David Tennant en su versión de adulto joven y por Peter O'Toole, en la de anciano.[18]
- En 2009, Carlos Saura estrenó Io, Don Giovanni, film sobre la vida de Lorenzo Da Ponte, donde se insinúa que es Casanova quien sugiere a Da Ponte y a Mozart el asunto de la célebre ópera Don Giovanni. El seductor es aquí encarnado por Tobias Moretti.
- En 2019 se estrenó el largometraje Dernier Amour, dirigido por Benoit Jacquot y protagonizado por Vincent Lindon, abordando la figura de un Casanova ya maduro.

## Edición en español
- Historia de mi vida. Primera edición en España de la versión completa y anotada. Dos tomos (estuche). Cartoné. 3648 páginas. Prólogo Félix de Azúa. Traducción y notas Mauro Armiño. Premio Nacional a la mejor traducción 2010. Colección Memoria Mundi. Vilaür: Ediciones Atalanta. 2009, 2020. ISBN 978-84-9396357-6.

1. Tomo I (segunda edición). 2020. ISBN 978-84-937247-2-6.
2. Tomo II (segunda edición). 2020. ISBN 978-84-937247-3-3.

- Los últimos años de Casanova. Edición Joseph Le Gras & Raoul Vèze. Vilaür: Ediciones Atalanta. 2013. ISBN 978-84-940941-1-8.
- Aventuras en Venecia. Traducción Mauro Armiño. Prólogo y edición Marina Pino. Colección Memoria Mundi. Vilaür: Ediciones Atalanta. 2011. ISBN 978-84-938466-3-3.
- Mis aventuras con monjas. Traducción y prólogo Mauro Armiño. Colección Memoria Mundi. Vilaür: Ediciones Atalanta. 2010. ISBN 978-84-937784-8-4.
- Memorias de España. Madrid: Espasa. 2006. ISBN 978-84-670-2074-8.
- La fuga de los plomos. Madrid: Alianza. 2003. ISBN 978-84-206-5539-0.
- Giacomo Casanova & Baretti, Giuseppe (2002). Dos ilustrados italianos en la España del XVIII. Madrid: Cátedra. ISBN 978-84-376-2016-9.
- Mi fuga de las prisiones de Venecia. Madrid: Valdemar. 1996. ISBN 978-84-7702-165-0.